# Pleea tenuifolia
Pleea tenuifolia Michx. – gatunek roślin z monotypowego rodzaju Pleea w rodzinie kosatkowatych, występujący w południowo-wschodnich Stanach Zjednoczonych, na terenie stanów Alabama, Floryda, Karolina Północna i Karolina Południowa.

## Morfologia
PokrójŚredniej wielkości, sitopodobne rośliny zielne.
LiścieRośliny tworzą kilka odziomkowych liści właściwych, wąsko-równowąskich, o długości do 50 cm i szerokości do 5 mm, z krótkimi pochwami liściowymi.
KwiatyNa pojedynczym pędzie kwiatostanowym powstaje 3-8-kwiatowy groniasty kwiatostan o długości od 5 do 20 cm. Na pędzie występują 3 liście, o długości 2–7 cm, okalające pęd i 3 mniejsze podsadki (3,5–8 mm) wolne lub zrośnięte z pędem na prawie całej długości, tworzące okrywę szypuły. Szypułki o długości od 1 do 3,5 cm. Kwiaty obupłciowe, o okwiecie pojedynczym, zbudowanym z białych do żółtawych, równowąskich lub równowąsko-lancetowatych listków o wymiarach 9–17×2–4 mm. Zewnętrzny okółek nieco dłuższy i szerszy od wewnętrznego. Nitki pręcików o długości do 5,5 mm. Główki pręcików o długości do 4 mm. Zalążnia wąsko stożkowata, o długości około 5 mm. Szyjka słupka o długości od 1 do 1,8 mm.
OwoceTorebki o długości 5,5–9 mm, twarde. Nasiona czerwonawo-brązowe, o długości 1–1,5 mm.

## Biologia i ekologia
RozwójBylina, hemikryptofit. Kwitnie od późnego lata do jesieni.
SiedliskoZasiedla sawanny oraz tereny podmokłe (pocosin) i bagienne, na wysokości od 0 do 100 m n.p.m.
GenetykaLiczba chromosomów 2n = 30.

## Nazewnictwo
Toponimia nazwy naukowejNazwa naukowa rodzaju została nadana na cześć Auguste Plée, francuskiego botanika, badacza flory Ameryki Południowej. Epitet gatunkowy w języku łacińskim oznacza "wąskolistna".
Nazwy zwyczajoweRoślina w XIX-wiecznym polskim opracowaniu Ignacego Czerwiakowskiego "Opisanie roślin jednolistniowych lekarskich i przemysłowych" została wymieniona pod nazwą "miałka"

## Zagrożenie i ochrona
Gatunek został uznany w Stanach Zjednoczonych za pozornie bezpieczny (status G4), bardzo zagrożony przez przekształcanie gruntów, fragmentację siedlisk oraz w mniejszym stopniu gospodarkę leśną.